# Ouratea tumacoensis
Ouratea tumacoensis är en tvåhjärtbladig växtart som beskrevs av C. Sastre. Ouratea tumacoensis ingår i släktet Ouratea och familjen Ochnaceae. Inga underarter finns listade i Catalogue of Life.